# DJ Hell
Helmut Josef Geier, bedre kendt som DJ Hell er en House-producer, DJ og label-ejer fra Tyskland.
- Wikimedia Commons har flere filer relateret til DJ Hell